# میرزا آقاخان نوری
میرزا نصرالله خان نوری (۱۸۰۷ – ۱۰ مارس ۱۸۶۵) مشهور به آقاخان و ملقب به اعتمادالدوله، از سال ۱۸۵۱ تا ۱۸۵۸ (۱۲۶۸ تا ۱۲۷۵ ه‍.ق) صدراعظم ایران در عصر ناصری بود. او پیشتر در دوران فتحعلی‌شاه و محمدشاه نیز مناصبی برعهده داشت.
او به سال ۱۸۰۷ (۱۲۲۲ ه‍.ق) در شهر نور مازندران به دنیا آمد. پدرش اسدالله خان «لشکرنویس» آقامحمدخان قاجار بود. آقاخان ۲۰ ساله بود که به عنوان لشکرنویس و سپس لشکرنویس‌باشی وارد دربار فتحعلی‌شاه شد و بعدها به وزارت لشکر نیز رسید. رابطهٔ خوبی با محمدشاه و ملک‌جهان خانم مهدعلیا داشت و در جنگ اول هرات نیز حاضر بود، اما میان او و حاجی میرزا آقاسیِ صدراعظم دشمنی بود. نهایتاً آقاسی، آقاخان را به دلیل روابطش با بریتانیا دستگیر و به کاشان تبعید کرد.
آقاخان تا درگذشت محمدشاه به سال ۱۲۶۴ ه‍.ق در کاشان ماند و سپس به کمک مهدعلیا و با رؤیای صدارت به تهران بازگشت. میرزا تقی خان امیرکبیر که به عنوان صدراعظم با ناصرالدین‌شاه از تبریز به تهران آمده بود، به او دستور داد دوباره به کاشان بازگردد. آقاخان به سفارت بریتانیا پناهنده شد و سفارت نیز به او تابعیت بریتانیا داد تا آزادی رفت و آمد داشته باشد. امیرکبیر مدتی بعد آقاخان را معاون خود کرد. حدود ۳ سال بعد که امیرکبیر برکنار شد، آقاخان از کسانی بود که شاه را راضی به قتل او کرد. خودش نیز به صدارت برداشته شد و ۷ سال در این سمت ماند.
ناصرالدین‌شاه در سال ۱۲۷۳ ه‍.ق به هرات لشکر کشید و شهر را تصرف کرد اما بریتانیا که نزدیکی ایران به هند را سودمند نمی‌دید، با درگیری مستقیم و تهدید به اشغال سرزمین‌های ایران، او را مجبور به عقب‌نشینی کرد. آقاخان متهم شده که در جنگ و مذاکرات پس از آن — که ایران از ادعای خود بر هرات و افغانستان دست کشید — به سود منافع بریتانیا فعال بوده است. شاه نیز یک سال و نیم بعد او را به دلیل «خبطها و خطاهایش» از صدارت برکنار و به کرج تبعید کرد. آقاخان ۶ سال باقیماندهٔ عمرش را در یزد، اصفهان، کاشان و قم به تبعید و آوارگی گذراند. در قم درگذشت و جسدش را به کربلا منتقل کردند.

## زندگی‌نامه

### کودکی
میرزا نصرالله خان نوری (بعداً معروف به میرزا آقاخان و ملقب به اعتمادالدوله) در سال ۱۱۸۶ ش در نور مازندران متولد شد. پدرش «میرزا اسدالله» از اهالی نور مازندران و خاندان خواجه نوری و جزو اولین کسانی بود که به هنگام جمع‌آوری سپاه توسط «آقامحمدخان» در مازندران به وی پیوست و راه رشد و ترقی را پیمود تا به منصب «لشکر نویسی باشی» (وزیر لشکر) رسید. هنگامی که «میرزا اسدالله خان» از دنیا رفت، چند تن از فرزندان او در خدمت فتحعلی شاه مشغول انجام وظیفه بودند، کوچک‌ترین آن‌ها میرزا آقاخان بود. گر چه وی نوجوانی بیش نبود؛ اما به سبب جوهر ذاتی و فطری، ارشد و بالاتر از سایرین بود. وی در دربار قاجار «عارض سپاه» و «لشکر نویس» درگاه گردید و بعداز چندی به منصب «وزارت لشکر» رسید.

### پیش از صدارت
میرزا آقاخان پیش از رسیدن به منصب لشکر نویسی در خدمت الله‌یار خان آصف‌الدوله مشغول انجام وظیفه بود که تمایلات جانبداری از انگلیسی‌ها را داشت. او در جوانی با هوش و با استعداد و چرب‌زبان بود. به همین دلیل توانست در دستگاه قاجاریه و مخصوصاً حکومت فتحعلی شاه و محمد شاه ترقی کند و از طریق شغل لشکر نویسی به ثروت زیادی دست یافت و در سال ۱۲۱۴ه‍.ش عنوان لشکر نویسی را به وزارت لشکر تغییر داد. او حتی در زمان صدارت هم این شغل را داشت تا در اواسط صدارت به دستور «ناصرالدین شاه» به «میرزا عنایت الله امین لشکر» واگذار شد و پس از مرگ عنایت الله میرزا آقاخان فرزند خود «میرزا داوود نوری» را که پانزده سال بیشتر نداشت، وزیر لشکر نمود و او تا سال ۱۲۳۸ ه‍.ش یعنی سال عزل پدر در این سمت بود.
در دوره محمد شاه برخی اخبار سری به دست انگلیس‌ها می‌رسید. محمد شاه افرادی را مأمور کرد که در اطراف سفارتخانه‌های خارجی نگهبانی دهند و اسامی افرادی را که به این مکان‌ها رفت‌وآمد می‌کنند به شاه اطلاع دهند. پس از چند روز بازرسی متوجه می‌شوند که میرزا آقاخان وزیر لشکر شب‌ها با لباس مبدل به سفارت انگلیس رفته و پس از چند ساعت مراجعت می‌کند. شاه از این موضوع ناراحت شده و در دارالحکومه دویست ضربه شلاق به او می‌زنند و او را به زندان می‌فرستند. در این زمان میرزا آقاخان برگه‌ای نشان می‌دهد که وی در تبعیت دولت انگلیس می‌باشد و انگلیسی‌ها هم در این موضوع دخالت می‌کنند و از مرگ رهایی می‌یابد.
مسئلهٔ فوق باعث شد که او را به همراه برادر بزرگش میرزا فضل‌الله خان امیردیوان به کاشان تبعید کنند و این تا مرگ محمد شاه ادامه داشت. او به مجرد خبر مرگ محمد شاه بدون اجازه عازم تهران گردید. به این امید که بتواند سمت صدراعظمی ناصرالدین شاه را کسب نماید. تا رسیدن شاه جدید به پایتخت، مهدعلیا، مادر ناصرالدین شاه عهده‌دار امور پایتخت بود و اطرافیان وی از آمدن میرزا آقاخان به تهران چندان راضی نبودند، وی نیز برای حفظ جان خویش به سفارت انگلیس رفت و تابعیت این کشور را به‌دست‌آورد.
زمانیکه ناصرالدین شاه به تهران رسید و تاجگذاری کرد، امیرکبیر را به صدارت خود برگزید. امیرکبیر که از افکار و اعمال میرزا آقا خان نوری آگاه بود تصمیم گرفت او را به منصبی بگذارد تا در کار دولت اختلال ایجاد نکند و لقب اعتمادالدوله را برای او صادر کرد.
امیرکبیر به خاطر، اولاً، حمایت انگلستان و ثانیاً، طرفداری مهدعلیا، مادر ناصرالدین شاه و ثالثاً، بخاطر کمک میرزا آقاخان در خواباندن شورش سربازانی که علیه وی (امیرکبیر) قیام کرده بودند، دگر بار او را به کاشان تبعید نکرد و او را وارد کارهای دولتی کرد و لقب «اعتمادالدوله» به وی داده شد.

### توطئه در قتل امیرکبیر
میرزا آقاخان چون مردی جاه‌طلب بود و از طرفی از حمایت انگلیسی‌ها برخوردار بود؛ با توطئه او و مادر شاه (مهد علیا) توانست امیرکبیر را از قدرت برکنار و با همدستی مخالفان دیگر امیرکبیر، او را در حمام فین کاشان به قتل رساند و راه را برای صدارت خود هموار کند.

### دوران صدارت
میرزا آقاخان نوری بعد از عزل امیرکبیر در ۱۰ آذر سال ۱۲۳۰ش که عید ولادت سلطانی بود، به صدارت اعظمی انتخاب گردید و با در خواست ناصرالدین شاه قبل از عهده‌دار شدن صدارت با نوشتن نامه به وزیر مختار انگلیس در ایران، از تابعیت این کشور خارج شد و با دو شرط این سمت را پذیرفت. اول اینکه امیرکبیر از میان برداشته شود و دوم اینکه اگر قصوری در امر وزارت از او سر زد، جان او محفوظ باشد. ناصرالدین شاه هم با هر دو شرط او موافقت کرد.
در سال ۱۲۶۷ و در زمان صدارت امیرکبیر، بابیان قصد داشتند به رهبری یکی از بزرگان بابیه به نام ملا شیخ علی ترشیزی در دارالخلافه تهران فتنه ای برپا کند که میسر نشد و امیرکبیر از این اقدام آنها مطلع و مانع ایجاد فساد در جامعه شد. مجدداً در سال بعد یعنی ۱۲۶۸ توسط شیخ علی ترشیزی فتنه به نوعی دیگر به صورت سوء قصد به جان ناصرالدین شاه ظاهر شد. این ماجرا در دوران صدارت میرزا آقاخان نوری سوء قصد پیروان باب علیه ناصرالدین شاه اتفاق افتاد که در مرداد سال ۱۲۳۱ در شمیران بود. این ترور ناموفق ماند و عاملین آن که شش نفر بودند؛ به طرز فجیعی کشته شدند. ماجرا این بود که بابیان با لباس‌های رعیتی به بهانهٔ تظلم خواهی در حالیکه خنجرهای تیز و اسلحه در زیر لباس خود داشتند منتظر فرصتی شدند که به شاه حمله کنند و پس از این سوء قصد تصمیم داشتند به علما و اعیان شهر حمله کنند و شهر را به تصرف خود درآورند، که با رم کردن اسب شاه تیر آنها به خطا رفت و همگی فرار کردند. بعد از سوء قصد شاه فرمان قتل‌عام بابیان را صادر کرد. بسیاری از بابیان و حتی افرادی که مشکوک به بابی بودن بودند در یک کشتار دسته جمعی هولناک با سازماندهی علماء، دولتیان، شاهزادگان قاجار، دیوان‌سالاران و تاجران در ملاء عام با شیوه‌هایی فجیع شکنجه و اعدام شدند. میرزا آقاخان نوری برای کاهش احتمال انتقام دستور داده بود که قربانیان بین گروه‌های مختلف مانند نظامیان، نجیب‌زادگان و استادان و شاگردان دارالفنون تقسیم شوند تا مسئولیت کشتار بین همگان تقسیم شود. بعضی را شمع‌آجین کردند، بعضی را به دم توپ بستند، بعضی را قطعه قطعه کردند، و بعضی را قبل از اعدام چشم از حدقه درآورند یا پوست از پا کندند و بعد از فرو بردن در قیر داغ مجبور به دویدن کردند. چندین هزار نفر در این قتل‌عام کشته شدند.

## نقش او در جدایی افغانستان و پیمان پاریس ۱۸۵۷
تحولات بین‌المللی و تلاش دولتهای روسیه و انگلستان و عثمانی جهت جلب دوستی ایران در جنگهای کریمه و نتایج این جنگ و جدایی هرات از ایران از مهم‌ترین حوادث دوران صدارت میرزا آقاخان نوری است. میرزا آقاخان یک سال بعد از قتل امیرکبیر به پاس قدردانی از حمایت انگلیسی‌ها از وی، بدون مقدمه و هیچ دلیل آشکاری قبالهٔ شهر هرات را تنظیم نموده به انگلیسی‌ها واگذار کرد؛ و حمله به هرات و افغانستان در سال‌های بعد یکی دیگر از اتفاقات دوران صدارت میرزا آقاخان می‌باشد که در پی آن انگلیسی‌ها وارد جنوب ایران شدند و این باعث شد که ایران دست از جنگ با افغانستان بردارد و استقلال آن را به رسمیت بشناسد و هرات برای همیشه از ایران جدا شود.
در زمان صدارت میرزا آقاخان نوری، سندی از سوی شاه امضا شد که طی آن ایران متعهد گردید تنها در صورتی که نیروهایی از قندهار و کابل یا نقاط دیگر به هرات تجاوز کنند، قشونی برای دفاع از آن شهر بفرستد و پس از دفع دشمن نیروها را به کشور بازگرداند. این سند تا حدودی حاکمیت سیاسی ایران بر هرات را خدشه‌دار کرد، پس از روی کار آمدن محمدیوسف میرزا در هرات، حاکم کابل به تحریک انگلیس دست به شورش زد. در این شرایط محمدیوسف میرزا از حکومت مرکزی درخواست کمک کرد و ناصرالدین شاه هم با اعزام مراد میرزا حسام السلطنه شورش‌ها را سرکوب کرد اما از آنجا که ایرانیان به عنوان فاتح وارد هرات شده و نسبت به اهالی شهر رفتار بدی داشتند محمدیوسف خان از کار خود پشیمان شد و به آن اعتراض کرد. به همین دلیل یوسف خان تلاش کرد با ایجاد شورش، سپاه ایران را از هرات بیرون کند که در نهایت با حمله سپاه ایران تسلیم شد و جای خود را به امیر جدید، عیسی خان داد که وی هم در نهایت به سرنوشت یوسف خان دچار شد. در چنین شرایطی انگلیس به هرات حمله کرد و ایران را در شرایط نامناسبی قرار داد. ناصرالدین شاه وقتی در عمل انجام شده قرار گرفت، به توصیه دولت‌های روسیه و فرانسه به نیروهای ایرانی دستور ترک هرات را داد و تقاضای صلح کرد. که منجر به معاهده پاریس ۱۸۷۵ میلادی یا ۱۲۳۵ شمسی شد.
مراد میرزا حسام السلطنه به شاه پیغام داد که از آمدن کشتی‌های جنگی انگلستان به بندر بوشهر و پیاده شدن نیروهایش در جزیره خارک و بوشهر نگران نباشید، زیرا هندیها شورش کرده‌اند و انگلیس گرفتار است، زحمت ما را به هدر ندهید، ما می‌توانیم تا هندوستان هم برویم. میرزا آقاخان نوری، شاه را از موافقت بازداشت و او را متوجه موضوعی خیالی ساخت که اگر حسام السلطنه هندوستان را بگیرد سلطنت ایران را هم به سادگی به دست خواهد آورد؛ لذا شاه امر که هرات را تخلیه کرده و به مشهد مراجعت نماید و الا یقین خواهد کرد که او متمرد شده است. حسام السلطنه با تأسف مشهد برگشت.

## مرگ
میرزا آقاخان نوری بعد از عزل از صدارت، از آنجا که ناصرالدین شاه در ابتدای صدارت میرزا آقاخان به وی قول داده بود که جان وی از آسیب محفوظ بماند از کشتن او خودداری نمود. وی نیز مدتی به ورامین رفت و سپس مدتی در اراک، یزد، اصفهان و سپس به قم رفت و شش سال بعد از عزل از صدارت در قید حیات بود تا اینکه در ۲۸ اسفند ۱۲۴۳ در سن ۵۹ سالگی فوت و جنازه وی به کربلا منتقل و در صحن مسجدی که از ثلث اموال امیرکبیر ساخته شده بود دفن گردید.

## منش و بینش
فتحعلی شاه برای نوری شاهنشاهی نمونه بود و نوری چنان‌که در بسیاری از مکاتباتش به چشم می‌خورد، حسرت دوران حکومت او را می‌خورد و آرزوی بازگشت به آن دوران را داشت. دلبستگی او به تجمل و القاب و نشان‌ها همه متأثر از محیط دربار فتحعلی شاه بود. او در عین حال توجه بسیاری به حفظ تشریفات و سلسله مراتب دیوانی داشت. کنت گوبینو که در سال ۱۲۷۲ هجری قمری نوری را ملاقات کرده بود، در سفرنامه خود او را چنین توصیف کرد:
«[نوری] فقط چند ساعت در اوایل صبح می‌خوابد و سراسر روز و تقریباً تمامی شب را کار می‌کند. می‌خواهد همه چیز را، داخله، خارجه، مالی، جزائی، تجاری، زیر نظر داشته باشد. باقی وزرا اسمی بیش نیستند و اهمیتی ندارند؛ و صدراعظم وظایف آنان را انجام می‌دهد. جمع منشی دائماً دورش حلقه زده‌اند و او حکم صادر می‌کند و آن‌ها در حضورش می‌نویسند و مهر می‌کند و خود شخصاً به پیک می‌سپارد… حرفی خانگی در تهران یا جای دیگر نیست که وی لطیفه‌ای دربارهٔ آن نداند و از آن جا که حافظه‌ای تحسین‌برانگیز و روحیه‌ای بشاش دارد، و کلیه خانواده‌ها و خویشان و بستگان آن‌ها را در ایران می‌شناسد، یکی از دل پذیرترین و سرزنده‌ترین قصه گویانی است که می‌توان پای صحبتشان نشست.»

## میزان حقوق
حقوق میرزا آقاخان در زمان وزارت ۴۲ هزار تومان در سال بوده که معادل ۲۷۹۹۳ لیره می‌شده. در همین زمان حقوق نخست‌وزیر انگلستان ۵۰۰۰ لیره در سال بوده؛ یعنی بیش از ۵ برابر حقوق نخست‌وزیر انگلیس دریافت می‌کرده است.

## فرزندان
میرزا آقاخان فرزندان زیادی داشت که عده‌ای از آن‌ها در زمان حیات وی و عده ای نیز بعد از فوت وی سمت‌هایی داشتند از جمله «میرزا کاظم خان نظام‌الملک» که به پیشکاری «امیر نظام»، ولیعهد اول ناصرالدین شاه انتخاب گردید. همچنین «حسینقلی خان صدرالسلطنه» (حاجی واشینگتن) که اولین سفیر ایران در آمریکا بود.

## میرزا آقاخان در رسانه
- جهانگیر فروهر در سریال سلطان صاحبقران (۱۳۵۴)
- محمد مطیع در سریال امیرکبیر (۱۳۶۴)
- داریوش کاردان در سریال سال‌های مشروطه (۱۳۸۸)
- فردوس کاویانی در فیلم جنگجوی پیروز
- امیر جعفری در سریال جیران (۱۴۰۰)
- کتاب مکاتبات میرزا آقاخان نوری با سفارت انگلیس (در سال‌های ۱۲۷۴–۱۲۶۸ه‍.ق) تألیف ابراهیم تیموری در ۱۳۹۸ توسط نشر سخن منتشر شده است.

## کتابشناسی
- امانت، عباس (۱۳۸۴)، قبلهٔ عالم، تهران: کارنامه، شابک ۹۶۴-۴۳۱-۰۴۹-۷
- بخش تاریخ (۱۳۷۴). «آقاخان نوری». دائرةالمعارف بزرگ اسلامی. ج. ۱. مرکز دائرةالمعارف بزرگ اسلامی. ص. ۴۶۵–۴۶۷.